# Renault Type IQ
Der Renault Type IQ war ein Personenkraftwagenmodell der Zwischenkriegszeit von Renault. Er wurde auch 18 CV genannt.

## Beschreibung
Die nationale Zulassungsbehörde erteilte am 10. November 1921 seine Zulassung. Vorgänger war der Renault Type HG. 1922 endete die Produktion. Nachfolger wurde der Renault Type JS.
Der wassergekühlte Vierzylindermotor mit 95 mm Bohrung und 160 mm Hub hatte 4536 cm³ Hubraum. Die Motorleistung wurde über eine Kardanwelle an die Hinterachse geleitet. Die Höchstgeschwindigkeit war je nach Übersetzung mit 51 km/h bis 71 km/h angegeben.
Bei einem Radstand von 344 cm und einer Spurweite von 150 cm war das Fahrzeug 452,5 cm lang und 176 cm breit. Der Wendekreis war mit 14 bis 15 Metern angegeben. Das Fahrgestell wog 1350 kg. Zur Wahl standen Tourenwagen und Limousine.
Daneben gab es ein um etwa 19 cm verlängertes Fahrgestell. Ein Fahrgestell kostete unabhängig von der Länge 33.000 Franc, ein Torpedo 42.000 Franc und eine Coupé-Limousine 48.000 Franc. Außerdem stand ein besonders leichtes und somit billigeres Fahrgestell zur Wahl. Es kostete 28.000 Franc, als Torpedo 33.000 Franc, als Coupé (vermutlich Coupé-Limousine) 38.000 Franc und als Limousine 39.000 Franc.